# Bathurst 1000 km 2012

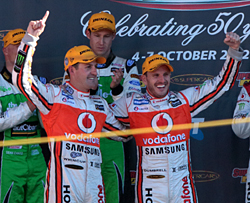
Jamie Whincup och Paul Dumbrell firar efter loppet.

Bathurst 1000 km 2012, officiellt 2012 Supercheap Auto Bathurst 1000, var ett bilrace i Australien som ingick i 2012 International V8 Supercars Championship. Racet kördes den 7 oktober på banan Mount Panorama Motor Racing Circuit nära Bathurst i New South Wales i Australien och var den 50:e upplagan av Bathurst 1000 km. Loppet vanns av Jamie Whincup och Paul Dumbrell.